# O Mie
„O Mie“ (česky Tisíc) je píseň moldavské zpěvačky Aliony Moon. Byla jednou z vokalistek Paši Parfenyho na Eurovision Song Contest 2013, píseň složil sám Paša. Autory textu jsou Iuliana Scutaru a Serghei Legheida.
Píseň reprezentovala Moldavsko do Eurovision Song Contest 2013, která se konala ve švédském Malmö. Zazněla v prvním semifinále dne 14. května 2013, kde se utkala o místo ve finále dne 18. května 2013. Píseň se kvalifikovala pro Velké finále, kde se umístila na 11. místě z 26 skladeb, se 71 body.
Anglická verze písně se nazývá "A Million". Videoklip k písni byl zveřejněn na YouTube 3. května 2013.